# Bogusław Solski
Bogusław Solski – polski architekt i rzeźbiarz.
Przybył do Łodzi, wraz z żoną, na zaproszenie Michała Gałkiewicza, gdzie podjął pracę w Pracowni Urbanistycznej. Architekt wraz z partnerką – Krystyną Fałdygą-Solską, jest autorem wielu rzeźb o charakterze religijnym.

## Odznaczenia
- 2018: Medal 100-lecia Odzyskania Niepodległości nadany przez Premiera RP Mateusza Morawieckiego za wybitne zasługi w dziedzinie kultury i sztuki[2]
- 2023: Srebrny Medal „Zasłużony Kulturze Gloria Artis”[3]

## Realizacje
- Pomnik-Krzyż Pamięci Ofiar Stanu Wojennego i Walki o Godność Człowieka (1993), ul. H. Sienkiewicza 38 w Łodzi,
- „Droga światła” w Łodzi (2000) ul. Stanisława Kostki 14 w Łodzi, na terenie w Wyższego Seminarium Duchownego[1].

Realizacje wraz z Krystyną Fałygą-Solską:
- Kamień kopernikański w Łodzi (1973–1974), skrzyżowanie al. Włókniarzy i ul. A. Struga w Łodzi,
- Drzewko szczęścia (1979), al. marsz. J. Piłsudskiego 100 w Łodzi,
- pomnik Bohdana Stefanowskiego (1983) przy ul. B. Stefanowskiego Łodzi[1],
- Pomnik św. Maksymiliana Kolbego w Pabianicach (1991), przy kościele św. Mateusza[4],
- Pomnik Jana Pawła II (2000), ul. św. Józefa 9 w Łodzi[1],
- Pomniki Jana Pawła II w Poznaniu(2000), na Ostrowie Tumskim[5],
- Pomniki Jana Pawła II w Pabianicach (2001), przy kościele św. Maksymiliana Kolbe[6]
- Pomnik Jana Pawła II w Lesznie (2005)[7],
- pomnik papieża Jana Pawła II i kardynała Stefana Wyszyńskiego w Świętej Lipce (2009)[8],
- Dzwon „Serce Łodzi” (2011)[9],
- Pomniku Ofiar Katastrofy Smoleńskiej (2017), plac Katedralny w Łodzi[1],
- Popiersia ojca Stefana Miecznikowskiego (2023), ul. H. Sienkiewicza 38 w Łodzi[10].